# Phylloscopus poliocephalus
Phylloscopus poliocephalus е вид птица от семейство Phylloscopidae.

## Разпространение
Видът е разпространен в Индонезия, Папуа Нова Гвинея и Соломоновите острови.